# Rovigo (provins)
Provinsen Rovigo (it. Provincia di Rovigo) er en provins i regionen Veneto i det nordlige Italien. Rovigo er provinsens hovedby.
Der var 242.538 indbyggere ved folketællingen i 2001.

## Geografi
Provinsen Rovigo grænser til:
- i nord mod provinserne Verona, Padova og Venezia,
- i øst mod Adriaterhavet,
- i syd mod Emilia-Romagna (provinsen Ferrara) og
- i vest Lombardiet (provinsen Mantova).

Po danner et delta i nedenfor byen Adria, lige før den render ud i havet som har fået sin navn af denne by – Adriaterhavet. Nogen få km længere nord i provinsen render floden Adige også ud, efter at have passeret blandt andet Verona på sin vej.
45°04′N 11°47′Ø / 45.07°N 11.78°Ø